# Prowincja Xieng Khouang
Xieng Khouang (laot. ຊຽງຂວາງ) – prowincja Laosu, znajdująca się w północno-wschodniej części kraju. Graniczy z Wietnamem.
Dawna nazwa tej prowincji to Muang Phuan.

## Podział administracyjny
Prowincja Xieng Khouang dzieli się na osiem dystryktów:
1. Kham
2. Khoune
3. Morkmay
4. Nonghed
5. Pek
6. Phaxay
7. Phookood
8. Thatom.